# Estrilda de Shelley
L'estrilda de Shelley (Cryptospiza shelleyi) és un ocell de la família dels estríldids (Estrildidae).

## Hàbitat i distribució
Viu entre la malesa del bosc de les muntanyes de l'est de la República Democràtica del Congo, oest d'Uganda, Burundi i sud-oest de Ruanda.